# 광주교도소
광주교도소(光州矯導所)는 일제강점기부터 이어져 온 대한민국의 교도소이다. 조직은 광주지방교정청에 속하며, 광주광역시 북구 삼각동에 있다.

## 역사
1908년에 개설되어 대한제국 말기와 일제강점기 초기까지 광주감옥으로 불렸다. 전주교도소도 초기에는 광주감옥의 전주 분감 형태로 세워졌다. 1923년에 광주형무소로 개칭되었고, 1961년에 광주교도소로 이름이 바뀌었다.

## 연혁
- 1908년 7월 16일 	광주감옥 개청
- 1912. 05.	광주시 동명동 200번지 신축ㆍ이전
- 1923년 5월 5일 	광주형무소 명칭변경
- 1961년 12월 23일 	광주교도소 명칭변경
- 1971년 7월 15일 	기관 이전 (동명동 200 → 문흥동 88-1)
- 2015년 10월 19일 	기관 이전 (문흥동 88-1 → 삼각월산길 49-43)

## 사건
본래 광주 동구 동명동에 있었으며, 제주 4·3 사건 관련 좌익수들이 이 곳에 수감되어 있다가 한국 전쟁을 거치며 학살된 일이 있다. 1971년에 광주 북구로 이전했다.
5.18 민주화운동 당시 제3공수여단은 호남고속도로와 광주-담양 도로 사이에 위치하여 광주광역시의 북쪽 관문에 있는 광주교도소에 배치되었다. 계엄군의 발포로 인해 가족과 함께 광주교도소 앞을 통과하던 차량, 아이들과 함께 광주를 떠나던 사람, 계엄군 주둔지역의 마을주민 등 많은 사람들이 죽거나 다쳤다. 구 광주교도소는 5.18 사적지 22호로 지정됐다.
2015년 10월 19일 (월)부터 문흥동에서 삼각동으로 이전 완료되었다. 2019년 12월 19일에 구 광주교도소 부지에서 시신이 40여구 나왔다.